# アイネット (システムインテグレーター)
株式会社アイネット（I-NET Corp.）は、神奈川県横浜市西区に本社を置く独立系ITサービスプロバイダー。データセンターを4棟保有し、システム開発・運用・監視、プリント・封入封緘や各種BPO業務に加え、先進のクラウドサービスをワンストップで展開。特に近年クラウドサービスに注力。

## 沿革
- 1971年4月 - アイネットの前身である株式会社フジコンサルトを設立
- 1991年4月 - 株式会社アイネットに商号変更
- 1995年4月 - 日本証券業協会に店頭登録
- 1997年9月 - 東京証券取引所市場第二部に上場
- 1998年10月 - 第1データセンター第I期棟稼働
- 2001年4月 - 株式会社ソフトサイエンスと合併、横浜市西区みなとみらいのクイーンズタワーに本社移転
- 2002年5月 - 第1データセンター第II期棟 稼働開始
- 2003年
  - 4月 - 同町内の三菱重工横浜ビルに本社移転
  - 7月 - 石油元売10社中6社（新日石、エクソンモービル、昭和シェル、キグナス石油、三井、九州）の指定となる
- 2006年3月 - 東京証券取引所市場第一部銘柄に指定
- 2009年
  - 4月 - 障がい者雇用促進を目的に株式会社アイネット・データサービス設立
  - 6月 - 第2データセンターI期棟稼動
- 2013年
  - 4月 - 新クラウドサービス「Dream Cloud®」のサービス開始
  - 10月 - 第2データセンターII期棟竣工
- 2014年2月 - 第2データセンターII期棟サービス開始
- 2015年6月 - 次世代型クラウド基盤「Next Generation EASY Cloud®」基盤開発を開始
- 2016年9月 - ドローンIoTプラットフォーム事業に参入
- 2017年
  - 6月
    - ドローン飛行場「Dream Drone Flying Field」を千葉県君津市に開設
    - 保育施設検索ウェブサイト「働くママ応援し隊」を開設、運営を開始

  - 7月 ‐ 関西地区で展開するデータセンター「inet west®」の稼働を開始
- 2018年
  - 6月 - AIクラウドサービスの開発を開始
  - 9月 - Next Generation EASY Cloud®の運用・保守（Software-Defined Data Centerアーキテクチャを利用したクラウド基盤サービス）において、「ISO/IEC 27017:2015」の認証を取得
  - 10月 - 株式会社ソフトウェアコントロールを子会社化
- 2021年4月 - 創立50周年
- 2022年
  - 4月 - 東京証券取引所「プライム市場」に移行
  - 10月 - 「ISO22301:2019」の認証取得（データセンターにおけるメーリングサービス事業）
- 2024年4月 - 同町内の横浜シンフォステージに本社を拡張移転[1][2][3]

## その他
- 2008年度に地域経済総合研究所より「ちいき経済賞」総務大臣賞を受賞。
- 2008年7月に神奈川県から“神奈川県子ども・子育て支援推進条例”に基づく推進事業者として認証を取得。
- 2010年度にはやぶさプロジェクトで文部科学大臣ならびに宇宙開発担当大臣から感謝状授与。
- 2011年11月に池田典義会長が創業ビジネスであるガソリンスタンド向けビジネスの立ち上げについて『新規創生』に貢献したとして藍綬褒章を受章。
- 2012年5月に次世代育成支援対策推進法に基づき、『子育てサポート企業』として厚生労働大臣（神奈川労働局長委任）より認定され、次世代認定マーク（くるみん）を取得。

## 主なITサービス

### クラウドサービス
- クラウドサービス
- ストレージサービス

### データセンターサービス
- ホスティングドサービス
- コロケーション/ハウジングサービス
- VDC（Virtual Data Center）サービス

### システム設計・開発
- コンサルティング業務
- システム開発サービス

### 運用・監視
- システム運用サービス
- システム保守サービス

### BPOサービス
- 業務代行サービス
- コンタクトセンターサービス
- エントリーサービス

### プリント封入封緘
- プリンティングサービス
- 封入封緘サービス
- 発送代行サービス

## 事業所
- 横浜みなとみらい - 横浜シンフォステージ
- 東京 - ニッセイ アロマ スクエア
- 札幌 - 札幌クレストビル
- 仙台 - 仙台定禅寺ビル
- 名古屋 - 広小路アクアプレイス
- 大阪 - 新大阪プライムタワー
- 広島 - 三共稲荷町ビル
- 福岡 - 福岡安藤ハザマビル

## 認証
- 1999年12月 - 「プライバシーマーク使用許諾」の認定取得
- 2007年7月 - 「ISO/IEC 27001:2005」の認証取得（制御システム事業部）
- 2008年7月 - 「かながわ子育て応援団」認定
- 2010年4月 - 「ISO9001:2000」から「ISO9001:2008」へ更新（第1データセンター）
- 2010年6月 - 「ISO/IEC 27001:2005」の認証取得（第2データセンター）
- 2010年10月 - 「ISO14001:2004」の認証取得（第1・第2データセンター）
- 2012年5月 - 子育て支援「くるみん」認定
- 2018年1月 - 「横浜健康経営認証制度」認定
- 2018年10月 - 「えるぼし」認定
- 2019年2月 - 「健康経営優良法人2019（ホワイト500）」認定